# بارزی آن تیراچه
بارزی آن تیراچه (به فرانسوی: Barzy-en-Thiérache) یک کمون (فرانسه) در فرانسه است که در ان (ا-دو-فرانس) واقع شده‌است. بارزی آن تیراچه ۷٫۶۳ کیلومتر مربع مساحت دارد ۱۶۶ متر بالاتر از سطح دریا واقع شده‌است.